# Vengadores (Universo cinematográfico de Marvel)
Los Vengadores son un equipo ficticio de superhéroes y los protagonistas de la franquicia cinematográfica Universo cinematográfico de Marvel (UCM), basada en el equipo de Marvel Comics del mismo nombre creado por Stan Lee y Jack Kirby. Fundado por el director de S.H.I.E.L.D., Nick Fury, el equipo es una organización con sede en los Estados Unidos compuesta por personas mejoradas y talentosas, descritos como "los héroes más poderosos de la tierra", que están comprometidas con la protección del mundo contra una variedad de amenazas. Los Vengadores están representados operando en el estado de Nueva York; originalmente operando desde la Torre de los Vengadores en Midtown Manhattan y posteriormente desde el Complejo de los Vengadores en el norte del estado de Nueva York. El concepto de los Vengadores fue objeto de burlas en la escena posterior a los créditos de Iron Man, la primera película de UCM, por Nick Fury como una iniciativa planeada por él.
El concepto se exploró más a fondo en Iron Man 2, con la introducción de Natasha Romanoff. El equipo finalmente se estableció en la película de estilo crossover The Avengers, que, seguida de Avengers: Age of Ultron, Avengers: Infinity War y Avengers: Endgame, estableció una serie de cuatro películas que encabezaron el UCM y se convirtió en la cuarta serie de películas más taquillera de todos los tiempos, con la franquicia del UCM en primer lugar. Organizados como un conjunto de personajes centrales de UCM como Iron Man, Capitán América y Thor, son fundamentales para la Saga del Infinito del UCM y han sido aclamados como una parte importante de la franquicia. 
Los Vengadores regresarán en dos películas, Avengers 5 y Avengers: Secret Wars, la primera se estrenará en 2026 y la segunda en 2027. Ambas películas serán la conclusión de la Saga del Multiverso del MCU.

## Concepto y creación
A mediados de la década de 2000, Kevin Feige se dio cuenta de que Marvel todavía poseía los derechos de los miembros principales de los Vengadores. Feige, un autoproclamado "fanboy", imaginó la creación de un universo compartido tal como lo habían hecho los creadores Stan Lee y Jack Kirby con sus cómics a principios de la década de 1960.
Las ideas para una película basada en los Vengadores comenzaron en 2003, cuando Avi Arad, el director ejecutivo de Marvel Studios, anunció por primera vez sus planes para desarrollar la película en abril de 2005, después de que Marvel Enterprises declarara su independencia al aliarse con Merrill Lynch para producir una lista de películas que sería distribuida por Paramount Pictures. Marvel discutió sus planes en una breve presentación a los analistas de Wall Street; la intención del estudio era lanzar películas individuales para los personajes principales, para establecer sus identidades y familiarizar al público con ellos, antes de fusionar a los personajes en una película cruzada. El guionista Zak Penn, que escribió The Incredible Hulk, que presentó a Bruce Banner / Hulk, se unió a la película en 2006 y Marvel Studios lo contrató para escribir la película en junio de 2007. A raíz de la huelga del Sindicato de Guionistas de Estados Unidos de 2007–2008, Marvel negoció con el Sindicato de Guionistas de Estados Unidos para asegurarse de que podría crear películas basadas en sus homólogos de cómics, incluidos el Capitán América, Ant-Man y Los Vengadores. Después del exitoso lanzamiento de Iron Man (2008) en mayo, que presentó a Tony Stark / Iron Man, la compañía estableció una fecha de lanzamiento en julio de 2011 para The Avengers. En septiembre de 2008, Marvel Studios llegó a un acuerdo con Paramount, una extensión de una asociación anterior, que otorgó a la compañía los derechos de distribución de cinco futuras películas de Marvel.
En octubre de 2008, se presentaron dos perspectivas importantes para Marvel: Jon Favreau fue contratado como productor ejecutivo de la película, y la compañía firmó un contrato de arrendamiento a largo plazo con Raleigh Studios para producir otras tres películas de gran presupuesto: Iron Man 2 presentando a Natasha Romanoff / Black Widow, Thor presentando a Thor; y un cameo de Clint Barton / Hawkeye, Capitán América: el primer vengador presentando a Steve Rogers / Capitán América en su complejo de Manhattan Beach, California. El productor ejecutivo Jon Favreau declaró que no dirigiría la película, pero que "definitivamente tendría su opinión". Favreau también expresó su preocupación, diciendo: "Va a ser difícil, porque estuve muy involucrado en la creación del mundo de Iron Man, y Iron Man es en gran medida un héroe basado en la tecnología, y luego con los Vengadores vas a presentar algunos aspectos sobrenaturales debido a Thor [Mezclar] los dos funcionan muy bien en los cómics, pero se necesitará mucha consideración para que todo funcione y no arruine la realidad que hemos creado". En marzo de 2009, Marvel anunció que la fecha de estreno de la película se había retrasado hasta el 4 de mayo de 2012, casi un año después.
En julio de 2009, Penn habló sobre el proceso de cruce y dijo: "Mi trabajo es cambiar entre las diferentes películas y asegurarme de que finalmente estamos imitando la estructura del cómic donde todas estas películas están conectadas. Solo hay un tablero que rastrea 'Aquí es donde todo lo que sucede en esta película se superpone con esa película'. Los estoy presionando para que hagan tantas animaciones como sea posible para animar la película, para dibujar tableros para que todos trabajemos con las mismas ideas visuales. Pero los requisitos de producción tienen la máxima prioridad". Al principio, Penn intentó reducir el papel de Thor en el guion porque tenía dudas sobre la capacidad del personaje para triunfar en la película. Cambió de opinión una vez que Chris Hemsworth fue elegido como Thor. La película siempre tuvo la intención de usar a Loki como su villano, pero Penn notó que las primeras discusiones habían considerado usar a Red Skull.
En enero de 2010, se le preguntó al presidente de Marvel Studios, Kevin Feige, si sería difícil fusionar la fantasía de Thor con la ciencia ficción de alta tecnología en Iron Man y Los Vengadores. "No", dijo, "porque estamos haciendo el Thor de Jack Kirby / Stan Lee / Walt Simonson / J. Michael Straczynski. No estamos haciendo el Thor de soplar el polvo del viejo libro nórdico en tu biblioteca. Y en el Thor del Universo Marvel, hay una raza llamada Asgardianos. Y estamos vinculados a través de este árbol de la vida que desconocemos. Es ciencia real, pero aún no lo sabemos. La película de Thor trata de enseñarle a la gente eso".  En marzo, se informó que Penn había completado el primer borrador del guion, y que el editor en jefe de Marvel, Joe Quesada y el escritor de cómics de los Vengadores, Brian Michael Bendis había recibido copias. Numerosos aspectos y elementos tanto de los Ultimates como de los Vengadores de la Tierra-616 se utilizaron para la apariencia y la historia de la película de acción en vivo de 2012, Marvel's The Avengers, que fue un gran éxito y presentó al equipo reunido de Vengadores.

## Apariciones en películas
Los Vengadores juegan un papel central en la Saga del Infinito en el Universo Cinematográfico de Marvel, siendo el foco de múltiples largometrajes, comenzando con la película de acción en vivo homónima de 2012, The Avengers, y seguida por las secuelas, Avengers: Age of Ultron (2015), Avengers: Infinity War (2018) y Avengers: Endgame (2019), las dos últimas de las cuales se basaron en la historia de "El guantelete del infinito". Los Vengadores aparecieron en Capitán América: Civil War (2016), que se basó libremente en la historia de "Civil War". También aparecieron en la escena a mitad de los créditos de Capitana Marvel (2019), ambientada inmediatamente después de Infinity War y antes de Endgame. Están programados para regresar en Avengers 5 en 2026 y Avengers: Secret Wars en 2027.

## Biografía del equipo ficticio

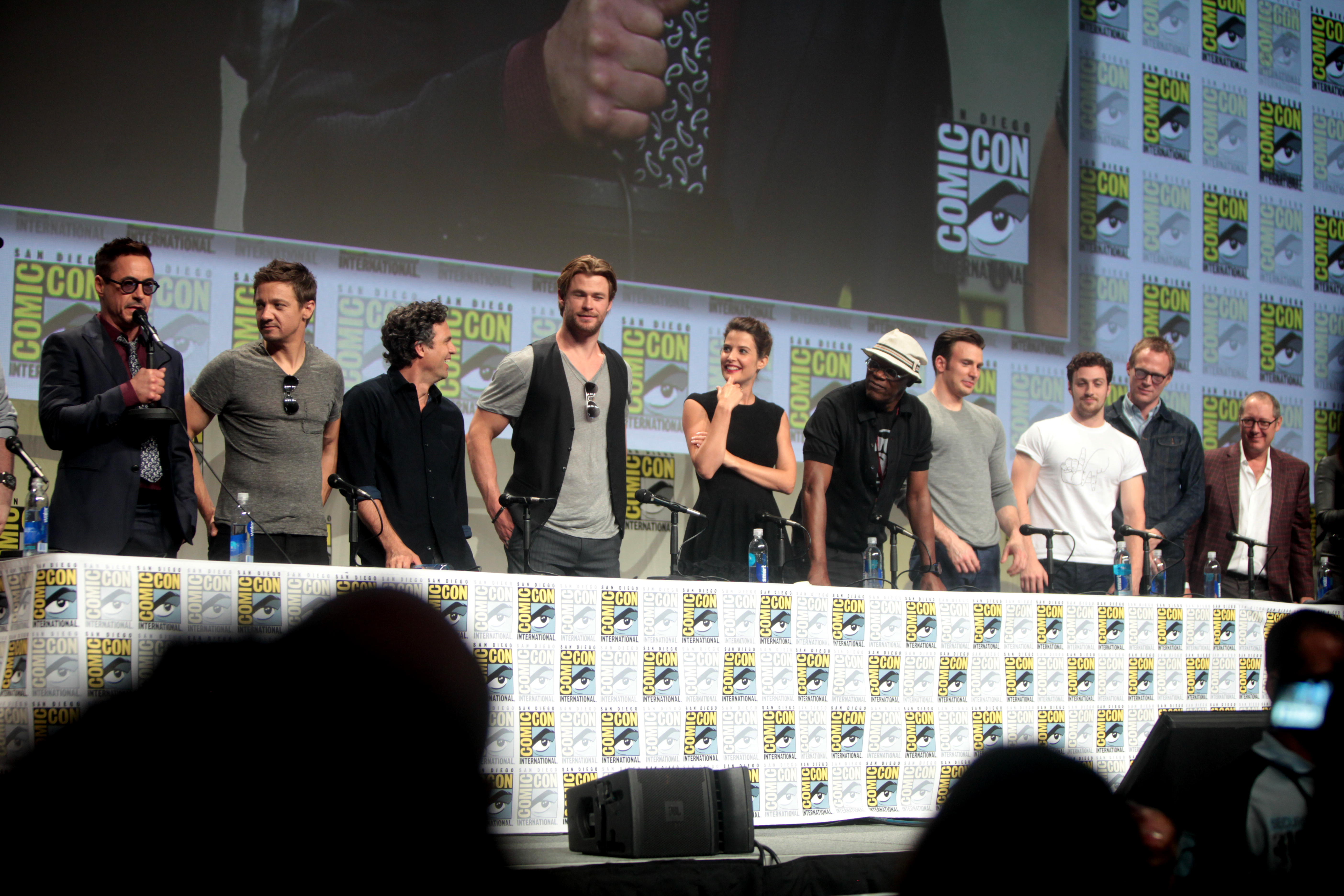
Actores de los vengadores en la Comicon de 2014.

### Iniciativa Vengadores
En 1995, la Iniciativa Vengadores es creada por S.H.I.E.L.D. el director Nick Fury, quien visualiza a un grupo de héroes trabajando juntos en respuesta a las amenazas planetarias, luego de la aparición de superhumanos como Carol Danvers, quien está imbuida del poder del Teseracto. Él nombra su plan después de ver su indicativo de la Fuerza Aérea de los Estados Unidos, "Avenger". Años más tarde, Fury evalúa a varias personas para la iniciativa, incluidos Tony Stark y Steve Rogers. La membresía de Stark se rechaza después de un informe negativo sobre su idoneidad por parte de Natasha Romanoff. El Consejo de Seguridad Mundial expresa el deseo de que Emil Blonsky se una a la iniciativa, aunque abandonan su deseo después de que Stark disuade a Thaddeus Ross de la idea.

### Batalla de Nueva York
En 2012, el asgardiano Loki se teletransporta a la Instalación de la Misión Conjunta de Energía Oscura en la Tierra, donde roba el Teseracto y le lava el cerebro a Clint Barton y al Dr. Erik Selvig usando su cetro. Después del ataque, Fury recluta a los científicos Stark y al Dr. Bruce Banner para localizar el Teseracto. Stark y Rogers apresan a Loki, pero se ven interrumpidos por la llegada de Thor, quien exige a Loki. Esto conduce a discusiones entre los héroes, exacerbadas por la revelación de que S.H.I.E.L.D. está construyendo armas de destrucción masiva usando el Teseracto, durante el cual Barton con el cerebro lavado ataca el Helicarrier de los Vengadores, provocando que Banner se transforme en Hulk y se enfurezca.
Después de que Loki mata al agente de S.H.I.E.L.D. Phil Coulson, el equipo se une para vengarse. Con Barton vuelto en sí, los Vengadores se enfrentan a Loki en la ciudad de Nueva York, quien posteriormente abre un portal en la Torre Stark usando el Teseracto y comienza su invasión, con los Vengadores (liderados por Rogers) luchando contra su ejército Chitauri. Durante la batalla, el Consejo de Seguridad Mundial lanza un ataque nuclear hacia Manhattan contra los deseos de Fury, pero el misil es interceptado por Stark, quien lo hace volar a través del portal y destruye la nave nodriza Chitauri, desactivando el ejército de los Chitauri. Romanoff usa el cetro de Loki para cerrar el portal, y Loki es detenido y llevado a Asgard. Los Vengadores también se unen para comer shawarma después de la batalla, mientras que la Torre Stark pasa a llamarse "Torre de los Vengadores".

### Luchando contra Hydra y Ultron
Tres años después de su ataque a la ciudad de Nueva York, el cetro de Loki, anteriormente en posesión de SHIELD, es usado por Hydra luego del colapso de SHIELD, lo que hace que los Vengadores lo rastreen hasta la nación de Sokovia, en Europa del Este, donde luchan para recuperarlo y encontrándose con los sujetos de prueba de Hydra sobrehumana Wanda y Pietro Maximoff. Barton es herido en la batalla, mientras que Rogers captura al líder de Hydra, Wolfgang von Strucker, y Stark logra recuperar el cetro a pesar de haber sido sometido a alucinaciones apocalípticas por la telepatía de Wanda Maximoff. Stark y Banner deciden usar el cetro para crear el programa Ultron como una fuerza de paz de inteligencia artificial imaginaria. Mientras tanto, los Vengadores intentan levantar a Mjolnir encantado con una condición de dignidad, pero solo Rogers es capaz de hacer que se mueva. Sin embargo, el A.I. ataca a los Vengadores como Ultron, con la intención de destruir a los Vengadores, y luego mata a von Strucker. Stark se gana la ira de Thor y Rogers por su creación, aunque advierte de una amenaza cósmica inminente mayor.
En África, los Vengadores se enfrentan a Ultron, ahora aliado con los gemelos Maximoff, y se produce una pelea. Wanda induce alucinaciones telequinéticas sobre los Vengadores y desencadena la transformación de Banner en Hulk antes de ser detenida por Barton. Hulk arrasa en Johannesburgo hasta que Stark lo detiene con su armadura Hulkbuster. Después de reagruparse y encontrarse con Nick Fury en la granja de Clint Barton, Rogers, Barton y Romanoff recuperan un nuevo cuerpo de vibranium creado por Ultron. Stark y Banner cargan J.A.R.V.I.S. en el cuerpo, aunque se enfrentan a la resistencia de Rogers y los Maximoff. Thor, habiendo experimentado una visión de las gemas del infinito, usa el Mjolnir para potenciar el proceso, creando a Vision.
Con Ultron tratando de causar un evento de extinción usando Sokovia como un meteoro, los Vengadores, junto con James Rhodes y los Maximoffs, derrotan a los centinelas de Ultron, con Pietro Maximoff asesinado mientras protege a Clint Barton, y con Sokovia destruida para evitar la extinción humana. Visión finalmente destruye el último cuerpo restante de Ultron. A raíz de la batalla, Stark decide retirarse como miembro activo del equipo; Banner y Thor van al espacio; mientras que Rhodes, Sam Wilson, Maximoff y Vision se unen al equipo. Los Vengadores también se mudan al nuevo complejo de los Vengadores en el norte del estado de Nueva York como su sede principal.

### Civil War
Unos meses después de la Batalla de Sokovia, la Instalación de los Nuevos Vengadores se convierte en el objetivo de un atraco, con una escaramuza entre Sam Wilson y Scott Lang. Meses después, Rogers, Romanoff, Maximoff y Wilson defienden un laboratorio de investigación en Lagos de Brock Rumlow. Los Vengadores detienen con éxito a Rumlow y su tripulación de mercenarios, pero cuando Maximoff desvía un intento de ataque suicida de Rumlow a través de la telequinesis, un grupo de diplomáticos de Wakanda mueren. Como resultado, el Secretario de Estado Thaddeus Ross presenta los Acuerdos de Sokovia a los Vengadores, una legislación de las Naciones Unidas que pondría a los Vengadores y otros superhumanos bajo la autoridad directa de la ONU. Aunque Stark, Rhodes, Vision y Romanoff apoyan la idea, Rogers y Wilson se oponen por temor a que su autonomía sea limitada.
Después de que Bucky Barnes es acusado de matar al rey T'Chaka de Wakanda en una explosión, Rogers y Wilson buscan protegerlo de una orden de arresto, lo que hace que se enfrenten con Stark, Rhodes, Romanoff y T'Challa, hijo de T'Chaka. Después de que Barnes es detenido en Berlín, Helmut Zemo activa su alter ego de "Soldado del Invierno" usando el libro del Soldado de Invierno, aunque Barnes luego vuelve en sí y revela el interés de Zemo en el Programa de Soldado del Invierno. Para ayudarlos, Wilson recluta a Scott Lang y Rogers recluta a Clint Barton, quien se enfrenta a Vision y saca a Maximoff del arresto domiciliario de facto en el complejo de los Vengadores. Los dos bandos de los Vengadores se enfrentan en el aeropuerto de Leipzig / Halle, con Rogers, Barnes, Wilson, Barton, Lang y Maximoff frente a Stark, Rhodes, Romanoff, Vision, T'Challa y el nuevo recluta Peter Parker. Rogers y Barnes logran escapar con la ayuda de Romanoff, mientras sus compañeros de equipo son encarcelados en La Balsa. Las piernas de Rhodes están paralizadas cuando es golpeado accidentalmente por una explosión de Visión que estaba dirigida a Wilson. Rogers y Barnes se dirigen a las instalaciones de Siberia de Hydra para evitar que Zemo reactive el programa del soldado del invierno, y se les une Stark. Sin embargo, Zemo muestra imágenes a Stark del asesinato de sus propios padres por parte de Barnes, volviendo a Stark contra Rogers y Barnes. En la pelea, Rogers desactiva la armadura de Stark, mientras que el brazo cibernético de Barnes es destruido y Rogers abandona su escudo. Mientras tanto, T'Challa detiene a Zemo después de descubrir que era el verdadero asesino de su padre. Más tarde, Rogers saca a sus compañeros de la Balsa, y Stark se niega a detenerlo.

#### Consecuencias
Aunque oficialmente se redujo a solo Stark, Vision y Rhodes, los Vengadores continúan operando. Stark vende la Torre de los Vengadores, y los Vengadores se mudan al complejo de los Vengadores en el norte del estado de Nueva York. Stark le ofrece a Peter Parker un lugar en los Vengadores después de derrotar a Adrian Toomes, aunque él se niega y elige seguir siendo un superhéroe del vecindario. Mientras tanto, Barton y Lang hacen un trato con el gobierno de Estados Unidos para ser puestos bajo arresto domiciliario para que puedan regresar con sus familias. El FBI, dirigido por Jimmy Woo, monitorea el arresto domiciliario de Lang, que viola.

### Guerra infinita
En 2018, los Vengadores se enfrentan a una nueva amenaza la cual son Thanos y sus hijos, que buscan las seis gemas del infinito. Banner, derrotado como Hulk por Thanos a bordo del Statesman, informa al Dr. Stephen Strange, el guardián de la gema del tiempo, de la inminente llegada de Thanos. Strange y Banner, junto con Peter Parker y Tony Stark, se enfrentan a Ebony Maw y Cull Obsidian en Greenwich Village. Con Hulk reacio a emerger después de su última golpiza a manos de Thanos, Strange es capturado por Maw, mientras que Banner contacta a sus antiguos compañeros de equipo para advertirles de la intención de Thanos de adquirir la gema de la mente de Vision.

#### Batalla de Titán
Stark y Parker persiguen a Maw al espacio, rescatan a Strange y matan a Maw. Por iniciativa de Stark, se dirigen al planeta natal de Thanos, Titán, donde se alían con los Guardianes de la Galaxia después de una hostilidad inicial. A pesar de que Thanos ahora empuña cuatro de las gemas del infinito, los Vengadores y los Guardianes pueden contener a Thanos e intentar quitarle el guantelete del infinito, empuñando las gemas. Sin embargo, un Peter Quill enfurecido ataca a Thanos al enterarse de la muerte de Gamora, lo que le permite a Thanos escapar del alcance de los héroes. Después de una pelea entre Thanos y Stark, en la que Stark es apuñalado, Strange entrega la gema del tiempo a cambio de perdonarle la vida, contradiciendo su promesa anterior de no hacerlo.

#### Batalla de Wakanda
Mientras tanto, Rogers, Romanoff y Wilson, fugitivos desde 2016, interceptan un ataque a Vision y Maximoff en Edimburgo. Regresan al complejo de los Vengadores, donde se reúnen con Rhodes y Banner. Al enterarse de la amenaza que podría representar Thanos, Visión propone ser destruido para evitar que Thanos adquiera la gema de la mente, pero los Vengadores se niegan y viajan a Wakanda, donde Shuri, hermana de T'Challa, comienza una operación para quitar la gema de la frente de Visión. Mientras tanto, el ejército de Wakanda, la tribu Jabari, Dora Milaje y Bucky Barnes se unen a los Vengadores para defender a Visión de los hijos de Thanos y los Outriders. Banner, incapaz de convertirse en Hulk, se pone una armadura Hulkbuster modificada, mientras que Thor, Rocket y Groot también llegan a Wakanda y se unen a la batalla, con Thor empuñando su martillo recién forjado la Stormbreaker.
Finalmente, los hijos de Thanos emboscan a Shuri, impidiéndola operar en Visión. Esto hace que Vision entre al campo de batalla, donde insta a Wanda Maximoff a usar sus poderes telequinéticos para destruir la gema de la mente. Después de que Maximoff lo hace llorando, matando a Vision, Thanos usa la gema del tiempo para revertir la acción y recupera la gema de la mente de la frente de Vision, matándolo una vez más. Con el guantelete ahora ensamblado, Thanos, a pesar de ser atacado por Thor, inicia el Blip, lo que hace que Wilson, Barnes, Maximoff, Strange, Parker, T'Challa, Groot, Quill, Drax y Mantis se desintegren, dejando a Stark y Nebula solos Titán, mientras que los Vengadores supervivientes en Wakanda lamentan su derrota después de que Thanos se retira.

### Invirtiendo el Blip
Tres semanas después, los Vengadores se reagrupan después de que Stark y Nebula son rescatados del espacio por Carol Danvers. Tras un arrebato de Stark hacia Rogers por no apoyarlo en Titán, el resto de los Vengadores detectan una oleada de energía del planeta Jardín de Thanos y se dirigen allí para tenderle una emboscada. Allí, Thanos revela que había destruido las gemas del infinito, lo que provocó que un Thor enfurecido lo decapitara.
Durante los próximos cinco años, Romanoff se convierte en la líder de los Vengadores, Rogers se convierte en consejero de duelo, mientras que Stark se retira a vivir con su esposa Pepper Potts y su hija Morgan. Barton, con su familia víctima del Blip, se convierte en un justiciero cazador de criminales conocido como Ronin, mientras que Thor, vencido por la depresión, se convierte en un alcohólico con sobrepeso. Banner, por otro lado, fusiona sus personalidades, conservando su inteligencia en el cuerpo de Hulk.

#### Atraco al tiempo
Tras la liberación de un Scott Lang atrapado del Reino Cuántico, Lang visita a Rogers y Romanoff y explica que solo experimentó cinco horas en el Reino en lugar de cinco años, por lo que sugiere viajar en el tiempo como un método para revertir el Blip. Lang, Rogers y Romanoff visitan a Stark y Banner para discutir el plan, y Banner realiza pruebas de viaje en el tiempo sin éxito en Lang. Después de esto, el inicialmente reacio Stark, recordando la pérdida de Peter Parker, ayuda al equipo a desarrollar un viaje en el tiempo exitoso usando las partículas Pym, con los Vengadores llevando a cabo una operación apodada por Lang como el "Atraco al tiempo".
Banner, Rogers, Stark y Lang viajan a la ciudad de Nueva York en 2012, y Ancestral le da a Banner la gema del tiempo después de revelar la rendición de Strange, mientras que Stark y Rogers recuperan la gema del espacio de la década de 1970 después de no poder recuperarla en 2012. Thor y Rocket recuperan la gema de la realidad y Mjolnir de Asgard en 2013. Con Rhodes y Nebula recuperando la gema del poder de Morag en 2014, Nebula es capturada por un Thanos del pasado y reemplazada por su yo del pasado. La gema del alma también es recuperada por Barton después de que Romanoff se sacrificara en Vormir para obtenerla.

#### Batalla de la Tierra
Al reunirse en el presente, los Vengadores colocan a las gemas en un guante diseñado por Stark, Banner y Rocket. Banner, que tiene la mayor resistencia a su radiación gamma, empuña el guante e invierte el Blip. Mientras tanto, la Nebula del 2014, haciéndose pasar por su yo del futuro, usa la máquina del tiempo para transportar al Thanos del 2014 y su nave de guerra al presente, destruyendo el Compuesto de los Vengadores en el proceso. La Nebula actual convence a la Gamora del 2014 de traicionar a Thanos, pero no puede hacerlo con su yo del pasado y la mata. Thanos domina a Stark, Thor y Rogers, quien maneja a Mjolnir. Thanos convoca a su ejército para recuperar las gemas, con la intención de usarlas para destruir el universo y crear uno nuevo. Un Dr. Stephen Strange devuelto a la vida llega con los Maestros de las Artes Místicas, los Vengadores y Guardianes de la Galaxia también restaurados, los Devastadores y los ejércitos de Wakanda y Asgard para luchar contra el ejército de Thanos. Carol Danvers también llega y destruye el buque de guerra de Thanos, pero Thanos la domina y se apodera del guante. Después de un aviso de Strange, Stark obtiene las gemas y las usa para desintegrar a Thanos y su ejército, pero la carga al usarlas lo mata.

#### Consecuencias
Después del funeral de Stark y la muerte de Romanoff, los Vengadores se disuelven. Rogers devuelve las Gemas del Infinito y el Mjolnir a sus líneas de tiempo adecuadas y viaja a otra línea de tiempo para estar con Peggy Carter. Rogers luego regresa como un anciano y le pasa su escudo y el manto del Capitán América a Wilson.
Thor nombra a Valkyrie como la nueva gobernante de New Asgard y se dirige al espacio con los Guardianes, incluidos Rocket y Nebula. Más tarde se separa de ellos al descubrir la amenaza de un hombre llamado Gorr, donde se une a Korg, Valkyrie y su exnovia Jane Foster, a quien no había visto durante ocho años después de su ruptura y está en tratamiento contra el cáncer y ha recibido poderes como los suyos debido a que empuña un Mjolnir reconstruido (que se unió a ella, debido a un encantamiento protector que Thor dejó sin saberlo) para detenerlo. Thor pierde a Jane una vez que sucumbe a su cáncer y luego recupera al Mjolnir mientras le pasa Stormbreaker a la hija de Gorr, Love, quien fue revivida por Eternity y fue adoptada por Thor según la última petición de Gorr.
Maximoff, en su dolor por lo que sucedió, crea una falsa realidad mágica en Westview, Nueva Jersey, que finalmente revela el origen de su verdadera yo como la Bruja Escarlata y al mismo tiempo entra en conflicto con S.W.O.R.D.. Sus poderes reviven a Vision, ahora con una apariencia alterada y sin la Gema de la Mente como fuente de energía, al mismo tiempo que crea dos hijos gemelos, Billy y Tommy Maximoff. Después de ser defendida por la agente de S.W.O.R.D., Monica Rambeau y enfrentar a la bruja Agatha Harkness, ella deshace toda la realidad y se va de Westview. Corrompida por el Darkhold quién lo obtuvo de Agatha, Maximoff se entera del multiverso e intenta unirse con versiones reales alternativas de sus hijos e intentar capturar a una chica llamada América Chávez, quién tiene un poder en ir a cada universo. Sin embargo, a fines de 2024, Strange, Wong y Chávez se unen y logran detenerla, y cuando supo de lo que ha causado, ella decidió destruir todos los Darkhold de cada universo y se encierra en el derrumbre.
Rhodes y Wilson regresan al ejército de los EE. UU. y, finalmente, Wilson acepta el legado de Rogers y se convierte en el nuevo Capitán América después de detener la amenaza de los Flag-Smashers con la ayuda de Bucky Barnes, después de que Wilson acabó de dar el escudo de Rogers para ser exhibida en un museo e hizo que el gobierno le diera a un soldado llamado John Walker siendo el nuevo Capitán América (antes de Wilson), quién luego provocó una matanza al asesinar a un Flag-Smasher en manchar el escudo y su legado frente al público.
Danvers y Banner permanecen en contacto y responden a la llamada de Wong para discutir el origen de los Diez Anillos de Shang-Chi con este último. Banner, que actualmente vive fuera de la red en México, entrena a su prima, la abogada Jennifer Walters después de que ella recibe sus habilidades de rayos gamma tras la contaminación cruzada con su sangre después de un accidente ante la llegada de una nave espacial sakaariana, a pesar de su renuencia a ser un superhéroe. Banner luego viaja a Sakaar y trae a su hijo Skaar de regreso a la Tierra.
Parker regresa a la escuela y se convierte brevemente en el sucesor elegido por Stark, hasta que entra en conflicto con el ex empleado de Stark Quentin Beck/Mysterio, quien se hizo pasar como un superhéroe de otro universo para ayudarlo en unas misiones con Fury en cada ciudad en Europa en enfrentar criaturas elementales, y descubre su engaño al enfrentarlo y derrortarlo al evitar que nadie fuera asesinado por Mysterio, quienes descubrieran sus secretos. Después, Beck (antes de morir) reveló la identidad secreta de Parker ante el mundo y lo enmarca como su asesino, poniendo en peligro la reputación de Parker y afectando drásticamente su vida personal y la de sus amigos MJ, Ned, su Tía May y Happy Hogan, quienes estuvieron involucrados. Aunque logra evitar problemas legales con el abogado Matt Murdock, el daño a su vida personal debido a la controversia hace que busque la ayuda de Strange para revertirlo con un hechizo para volver a ocultar su identidad, pero los eventos que suceden hacen que el multiverso se abra y evite que su universo se derrumbe apareciendo villanos como el Doctor Octopus, Duende Verde, Electro, Hombre de Arena y el Lagarto. Con la ayuda de Strange, MJ, Ned y otros 2 Spider-Man de otros universos, Parker elige que se borre por completo el conocimiento mundial de su identidad civil, incluidos los lazos que compartió con sus antiguos amigos y aliados, hasta sus enemigos (estando vivos y/o muertos). Ahora anónimo y habiendo perdido a su Tía May en el conflicto, Parker retoma su vigilancia como Spider-Man desde cero, siendo ya reconsiderado un héroe.
Barton se jubila y vive con su familia en su granja de Iowa. Durante unas vacaciones navideñas con sus hijos en la ciudad de Nueva York, sus acciones anteriores como Ronin lo hacen entrar en conflicto con elementos del crimen organizado, y acoge a una protegida llamada Kate Bishop, cuya vida había salvado durante la Batalla de Nueva York, quién decide ayudarlo a enfrentar a estos enemigos como Wilson Fisk, Maya Lopez y la Tracksuit Mafia, así como la hermana adoptiva de Romanoff, Yelena Belova, quien lo hace responsable de la muerte de su hermana. Finalmente Barton hace las paces con Yelena, Lopez descubrió la verdad estando ahora contra Fisk, Bishop encarcela a su madre Eleanor, quién también estuvo involucrada en el crimen y Barton regresa a la granja con Bishop al presentar a su familia.
En 2025, se lleva a cabo la primera "AvengerCon" anual en Camp Lehigh para honrar a los Vengadores. Asiste Kamala Khan, una fan de los Vengadores (particularmente una fan de Danvers) que obtiene poderes después de ponerse una reliquia de brazalete dorado mientras se disfraza de Danvers, enfrentando enemigos llamados los Clandestinos y también siendo cazada por Control de Daños, pero siempre tuvo el apoyo de su familia y amigos.
T'Challa, el rey de Wakanda, murió de una enfermedad terminal desconocida cuando su hermana Shuri, intentó curarlo con la "hierba en forma de corazón", en tratar de recrearla sintéticamente la hierba después de que las mismas fueran quemadas en su totalidad por Killmonger y no logró hacerlo. Shuri, se convierte en la nueva Pantera Negra al enfrentar un enemigo llamado Namor, quién provocó la destrucción de Wakanda y la muerte de su madre Ramonda, con la ayuda de la Dora Milaje, la Tribu Jabari y la nueva aliada Ironheart.
Lang se convierte en una celebridad famosa, mientras pasa tiempo con Hope y su hija, Cassie. Luego comienza un podcast, llamado Big Me Little Me, y escribe una memoria superventas llamada Look Out For The Little Guy, en la que detalla sus aventuras con los Vengadores. Lang, Cassie, Hope van Dyne, Hank Pym y Janet van Dyne son absorbidos por el reino cuántico. Allí, se enfrentan a Kang el Conquistador, quien obliga a Lang a ayudarlo a escapar del Reino Cuántico, al lado de su secuaz M.O.D.O.K.. El grupo regresa con éxito a casa y evita que Kang escape, siendo ya derrotado por Lang y Hope, aunque dijo que algo terrible iba a ocurrir si Kang muriera, pero solo ignoraron esa parte. Sin embargo, el Consejo de Kangs que supervisa el Multiverso toma nota de que los Vengadores del universo 616, como Lang, Barton, Banner, Thor, Parker y Maximoff, han comenzado a aprender sobre el multiverso y es necesario detenerlos, invocando a muchos variantes de Kang.
En 2026, los Skrulls estuvieron ocultos en la Tierra desde 1997, cuando Danvers y Fury no pudieron mantenerlos a salvo de sus enemigos, y hubo un millón de ellos después del Blip. Fury enfrenta a Skrulls rebeldes dirigidos por Gravik, quién tuvo rencor con él al no cumplir su promesa de protegerlos, mando a sus aliados para secuestrar a funcionarios mundiales y los han reemplazado, incluidos James Rhodes y Everett Ross, e inicio varios ataques terroristas en muchos continentes, asesinando a María Hill, Talos y hasta otros Skrulls quienes intentaron rebelarse contra él e intenta instigar la Tercera Guerra Mundial. La hija de Talos, G'iah, se disfraza de Fury, en combatir a Gravik, y ambos usaron una máquina para adquirir el ADN de algunos Vengadores, algunos Guardianes de la Galaxia, el Orden Negro y otros individuos mejorados y se convierten en Super-Skrulls. Después de que Fury y G'iah, mataran a Gravik y Raava, la impostora de Rhodes, la facción rebelde desaparece. Fury descubre que el presidente de los EE. UU, Ritson, quién se entero de esta verdad, inicia la Ley Anti-Alienígenas que considera a los Skrulls y otros alienígenas como enemigos públicos, pero también provoca disturbios cuando los civiles asesinan públicamente a varios funcionarios de alto perfil por miedo a que sean Skrulls. G'iah es reclutada por el MI6, mientras que la esposa de Fury, Varra, se une a él en el espacio con S.A.B.E.R..
Antes de volver a la Tierra en reunirse con Fury, Danvers descubre que provocó una guerra civil entre las especies Kree en su mundo natal Hala, haciendo se vuelve árido en perder aire y agua, y su sol que también muere, después haber acabado con la Inteligencia Suprema. Ella se enfrenta a la nueva líder Kree, Dar-Benn, quién obtuvo una Banda Cuántica para combinar con su bastón, llamado Arma Universal, para destruir un punto de salto en un espacio, haciendo que Danvers, Monica Rambeau y Kamala Khan cambien de lugar mediante una teletransportación al usar sus poderes. Las tres hacen equipo como "The Marvels" y van primero al planeta Tarnax de los refugiados Skrull, donde hablan de un tratado de paz, pero al disolverse, Dar-Benn abre otro punto de salto, que extrae la atmósfera de Tarnax hacia Hala para restaurar su aire. Después de salvar a los Skrulls restantes, el trío va al planeta Aladna, donde Danvers es una celebridad de haberse casado con el Príncipe Yan, luego Dar-Benn hace otro punto de salto al atraer el agua del océano del planeta hacia Hala. The Marvels enfrentan a Dar-Benn para evitar en usurpar el sol de la Tierra a Hala. Después de que Dar-Benn obtiene el brazalete de Kamala para abrir otro agujero en el espacio, es destruida, dejando la apertura abierta a otro universo. Kamala recupera las Bandas, y junto a Danvers usan sus poderes combinados para energizar a Rambeau, permitiéndole cerrar el agujero desde el otro lado, pero dejando a Rambeau atrapada en el proceso. Danvers vuela hacia el sol de Hala y usa su poder para restaurarlo, y al volver, es ayudada por Kamala y su familia a mudarse a la antigua casa de la madre fallecida de Monica, María, y ella se insipira en buscar a otros héroes para formar un nuevo equipo, empezando con Kate Bishop. Monica despierta viva en un universo alternativo donde es recibida por la versión de ese universo de su madre María y al mutante Bestia.
Cinco meses después de que Thaddeus Ross fuera elegido como el nuevo Presidente de los EE. UU (debido a que el anterior provocó un caos ante la Ley Anti-Alienígenas), Wilson, ahora como el Capitán América, él y su compañero Joaquín Torres como el nuevo Falcon, fueron enviados a Oaxaca para detener la venta ilegal de artículos clasificados robados por la Sociedad Serpiente, que contenía un elemento llamado adamantium, en la "Isla Celestial", que se formó cuando el Celestial Tiamut emergieron en el Océano Índico. En un discurso en la Casa Blanca, una canción «Mr. Blue» hizo que varios hombres, incluido el amigo de Wilson, Isaiah Bradley, comiencen a dispararle a Ross y otros dignatarios antes de recobrar el sentido y negar en tener conocimiento del ataque luego de ser arrestados. Wilson y Torres investigan estos hechos junto con la ex Viuda Negra y la jefa de seguridad de Ross, Ruth Bat-Seraph, y descubren que este incidente fue causado por el Dr. Samuel Sterns, quien obtuvo inteligencia avanzada después de estar expuesto a la sangre de Bruce Banner durante la masacre de Abominación en Harlem y fue encarceló por Ross en el Campamento Eco One, al decir que se está muriendo de insuficiencia cardíaca, éste le pidió a Sterns que desarrollara píldoras que han prolongado su vida, pero al no darle la libertad que quería, Sterns juró venganza. Tras impedir una guerra entre EE.UU y Japón, y después de arrestar a Sterns, Wilson descubre que Ross tomaba píldoras que contenían radiación gamma e hizo que se transformara en un Hulk Rojo ante una conferencia de prensa. Tras una lucha, Wilson calma a Ross al decirle sobre las visitas a los cerezos en flor de Washington D. C. con su hija Betty, y Ross vuelve a la normalidad. Bradley es exonerado, Wilson invita a Torres, que se está recuperando en el hospital, a unirse a los Vengadores, y el tratado es ratificado. Ross renuncia y se hace encarcelar en la Balsa, donde Wilson y Betty se reconcilian con él. Sterns, encarcelado también, le advierte a Wilson de un ataque inminente de otros mundos.
Barnes postulado en el Congreso de los Estados Unidos, descubre que la directora de la CIA, Valentina Allegra de Fontaine, conspira con una serie de operaciones ilegales. Barnes rescata a Yelena Belova, John Walker, Ava Starr y Alexei Shostakov; conocidos como los Thunderbolts, de los agentes de De Fontaine en Utah, hasta que los captura para que testifiquen en el juicio político. Al recibir una llamada de la asistente de De Fontaine, Mel, quien le explica que un hombre llamado Bob fue uno de los experimentos ultrasecretos de De Fontaine, Barnes se une al grupo. Al llegar a la Watchtower, ellos descubren que De Fontaine ha transformado a Bob en un superhumano inmensamente poderoso conocido como Sentry, quien domina al equipo y los obliga a escapar. Cuando Sentry se ha vuelto tan oscuro como el Vacío, que comienza a convertir a todos a su alrededor en sombras y a envolver la ciudad de Nueva York en una oscuridad sobrenatural, Barnes y el equipo se abren paso a través de la dimensión oscura del Vacío, buscando a Belova y la contraparte buena de Bob, lo que finalmente los lleva a la experimentación inicial de Bob. Siendo incapacitados, Barnes y el equipo se liberan para ayudar a Bob a evitar ser consumido por la oscuridad, recordándole que no está solo y logrando superar el Vacío, restaurando la luz y la normalidad a la ciudad. Barnes y los demás intentan capturar a De Fontaine, hasta que luego ella manipula la percepción pública organizando una conferencia de prensa en la que los rebautiza como los Nuevos Vengadores. En 2028, dentro de la Watchtower, Barnes, los Nuevos Vengadores y Bob reciben una señal de socorro desde el espacio a través de imágenes satelitales que revelan una enorme nave extradimensional con un gran emblema "4" entrando en su universo.

## Lista del equipo
| Personaje                      | Interpretado por                                      | Unidos en                      | Notas                                                               |
| ------------------------------ | ----------------------------------------------------- | ------------------------------ | ------------------------------------------------------------------- |
| Tony Stark / Iron Man          | Robert Downey Jr.                                     | The Avengers (2012)            | Muerto al usar las Gemas del Infinito para matar al Thanos de 2014. |
| Steve Rogers / Capitán América | Chris Evans                                           | The Avengers (2012)            | Retirado siendo viejo después de regresar las Gemas del Infinito.   |
| Thor                           | Chris Hemsworth                                       | The Avengers (2012)            | Viajando en el espacio.                                             |
| Bruce Banner / Hulk            | Mark Ruffalo                                          | The Avengers (2012)            | Retirado                                                            |
| Natasha Romanoff / Black Widow | Scarlett Johansson                                    | The Avengers (2012)            | Muerta al obtener la Gema del Alma.                                 |
| Clint Barton / Hawkeye         | Jeremy Renner                                         | The Avengers (2012)            | Activos                                                             |
| James Rhodes / War Machine     | Don Cheadle                                           | Avengers: Age of Ultron (2015) | Activos                                                             |
| Wanda Maximoff                 | Elizabeth Olsen                                       | Avengers: Age of Ultron (2015) | Desconocido                                                         |
| Vision                         | Paul Bettany                                          | Avengers: Age of Ultron (2015) | Asesinado por Thanos, y fue reactivado por S.W.O.R.D.               |
| Sam Wilson / Falcon            | Anthony Mackie                                        | Avengers: Age of Ultron (2015) | Conocido actualmente como Capitán América.                          |
| Peter Parker / Spider-Man      | Tom Holland                                           | Avengers: Infinity War (2018)  | Activo, pero quedado en el anonimato.                               |
| Rocket Raccoon                 | Bradley Cooper (voz)Sean Gunn (Captura de movimiento) | Avengers: Endgame (2019)       | Reincorporados a los Guardianes de la Galaxia.                      |
| Nebula                         | Karen Gillan                                          | Avengers: Endgame (2019)       | Reincorporados a los Guardianes de la Galaxia.                      |
| Carol Danvers / Captain Marvel | Brie Larson                                           | Avengers: Endgame (2019)       | Activos                                                             |
| Scott Lang / Ant-Man           | Paul Rudd                                             | Avengers: Endgame (2019)       | Activos                                                             |

### Otros personajes
- El director de S.H.I.E.L.D., Nick Fury, es el creador de los Vengadores y los ha ayudado en numerosas ocasiones.
- Phil Coulson también contribuye a la creación de los Vengadores como un agente de S.H.I.E.L.D. al servicio de Fury.[21] Fury lo describió tanto como un vengador como los superhéroes.[22]
- S.H.I.E.L.D. ayuda a los Vengadores en la Batalla de Nueva York. Incluso después de su colapso, agentes de S.H.I.E.L.D. como Maria Hill luchan junto a los Vengadores en la Batalla de Sokovia.
- Erik Selvig y Helen Cho comienzan a trabajar para los Vengadores durante los eventos de Avengers: Age of Ultron.
- T'Challa / Black Panther y Bucky Barnes / Winter Soldier / White Wolf luchan junto a los Vengadores durante la Guerra Civil de los Vengadores, la Batalla de Wakanda, y la Batalla de la Tierra.
- Individuos como Ayo, Drax, Groot, Mantis, M'Baku, Okoye, Shuri, Peter Quill / Star-Lord, Dr. Stephen Strange y Wong con el resto del ejército de Wakanda, incluida la Dora Milaje, luchan junto a los Vengadores durante la Guerra del Infinito y la Batalla de la Tierra.
- Individuos como Howard el Pato, Korg, Kraglin Obfonteri, Miek, Pepper Potts, Valkyrie, Hope van Dyne / Wasp, los Maestros de las Artes Místicas, los Devastadores y el resto del ejército asgardiano luchan junto a los Vengadores en la Batalla de la Tierra, todos ganando su título como Vengadores de Rogers.
- Usando el dispositivo de Cable, Wade Wilson/Deadpool viaja a la Tierra-616 unos meses antes de que ocurra El Blip, al intentar unirse a los Vengadores, pero fue rechazado por Happy Hogan.

## Versiones alternativas

### What If...?
Los Vengadores aparecen en la serie animada What If...? (2022), que representa al equipo en varias realidades alternativas dentro del Multiverso del MCU.

#### Muerte de los Vengadores
En un 2012 alternativo, un vengativo Hank Pym elimina a los candidatos de los Vengadores: Stark, Thor, Barton, Banner y Romanoff. Después de que Pym es derrotado, Loki aprovecha la oportunidad para invadir la Tierra. Mientras tanto, Fury se prepara en silencio para reactivar el equipo después de que descubren a Rogers en el Ártico y Danvers responde a su llamada de ayuda. Rogers, Danvers y Fury luego luchan contra Loki y su ejército asgardiano a bordo de un Helicarrier. Durante la pelea, el Vigilante trae una variante de Romanoff de un universo que fue aniquilado por Ultron, y ella incapacita a Loki con su propio cetro antes de ser saludada por Fury.

#### Brote de Zombis
En un 2018 alternativo, se lanza un virus cuántico que convierte a las personas en zombis. Algunos de los Vengadores responden a un brote en San Francisco y posteriormente también se infectan. Banner y Parker sobreviven y, con otros aliados, encuentran a Vision, que mantiene viva a Wanda Maximoff infectada alimentándola con pedazos de T'Challa. Vision se sacrifica para proporcionarles la Gema de la Mente para que puedan usarla para encontrar una cura, y Banner se queda atrás para mantener a raya a Maximoff, lo que permite que Parker, T'Challa y Lang escapen a Wakanda donde, sin que ellos lo sepan, un Thanos infectado espera con la mayoría de las Gemas del Infinito.

#### La conquista de Ultron
En un 2015 alternativo, Ultron se implanta con éxito en el cuerpo de Vision y extermina a los Vengadores, excepto a Barton y Romanoff. Años más tarde, cuando Ultrón continúa su campaña de destrucción por todo el universo tras obtener las Gemas del Infinito, Barton y Romanoff luchan contra los centinelas de Ultrón. Al darse cuenta de que sus esfuerzos son insignificantes, intentan encontrar una manera de apagar su IA y, finalmente, se preparan para cargar una copia analógica de la conciencia de Arnim Zola en la mente colmena de Ultron, pero Barton se sacrifica en vano y la carga falla cuando Ultron ingresa al Multiverso siendo descubierto por el Vigilante.

#### Vengadores 1980
En un 1988 alternativo, Peggy Carter y Howard Stark forman un equipo compuesto por Bill Foster, el rey T'Chaka de Wakanda, Thor, el Soldado del Invierno, la Dra. Wendy Lawson y un reacio Hank Pym, que trae consigo a su hija Hope van Dyne, para enfrentar a un niño Peter Quill, quien está bajo el cuidado de Ego.

#### Luchando junto a la Capitana Carter
En un 2012 alternativo, los Vengadores estaban conformados por la Capitana Carter, Stark, Thor, Barton, Romanoff y Hope van Dyne, ante la Batalla de Nueva York.

#### Salvando la navidad
En un 2014 alternativo, los Vengadores estaban en unas misiones por la nochebuena, después de que Happy Hogan se le asigna la tarea de supervisar la seguridad en la Torre de los Vengadores para una fiesta anual, siendo invadida por Justin Hammer, quién escapó de prisión con dos de sus secuaces, en busca de la tecnología de Tony Stark y muestras de sangre de Bruce Banner como Hulk.

#### Guerra Gamma
En un 2024 alternativo, los Vengadores conformados por Stark, Thor, Barton, Romanoff y Rogers crean mechs gigantescos para enfrentarse al monstruoso Hulk "Apex" que se separa de Banner y se convierte en un kaiju desenfrenado capaz de generar un ejército, pero son superados en número y fueron asesinados. Los héroes sobrevivientes, que consisten en Sam Wilson, Monica Rambeau, Bucky Barnes, Marc Spector, Alexei Shostakov, Melina Vostokoff, Xu Shang-Chi y Nakia, eventualmente repelen a los monstruos durante los siguientes diez años.

#### Luchando junto al Guardian Rojo
En un 2012 alternativo, los Vengadores estaban conformados por Stark, Thor, Banner, Barton, Romanoff, Rogers y también Shostakov, ante la Batalla de Nueva York mostrándose al final.

## Diferencias con los cómics
Si bien el nombre "Vengadores" y la presentación de Loki como el primer antagonista son más del Universo Marvel tradicional, comúnmente conocido como "Tierra-616", otras representaciones diferentes, como la formación original de los Vengadores a manos de S.H.I.E.L.D. junto con la alineación original representada y la representación de los extraterrestres conocidos como Chitauri como antagonistas principales fueron retratados con una premisa similar a los Ultimates, una reimaginación moderna de los Vengadores dentro del universo del cómic dentro del multiverso que es publicado por Marvel Comics. La alineación original de los Vengadores incluía a Hank Pym y Wasp en lugar del Capitán América, Black Widow y Hawkeye. Los Ultimates introdujeron la misma alineación de Los Vengadores con la versión de Tierra-616 y la adición de Scarlet Witch y Quicksilver, quienes aparecieron más tarde en Avengers: Age of Ultron.  Los personajes Rocket Raccoon y Nebula no aparecen como miembros de los Vengadores en los cómics, a diferencia de las adaptaciones cinematográficas.

## Recepción
La respuesta de la presentación del equipo de superhéroes fue lo más destacado de Los Vengadores. AO Scott de The New York Times sintió que la química de los personajes era la mejor parte de la película. Owen Gleiberman de Entertainment Weekly comentó que lo mejor de la película "es que también los desata entre sí. En pocas palabras: estos monstruos de la bondad pueden ser un equipo, pero no se gustan mucho entre sí". Joe Morgenstein del Wall Street Journal opinó que la representación de ellos peleándose entre ellos cómicamente fue la parte más divertida como se muestra en la película original. Una vez más, el equipo recibió elogios en la secuela y los críticos elogiaron al elenco original que repitió el papel en Avengers: Age of Ultron. Scott Foundas de Variety sintió que los actores ahora "usan estos papeles tan cómodamente como una segunda piel". Señaló a los Cuatro Fantásticos y la Liga de la Justicia como equipos que solo pueden esperar seguir los pasos con respecto a la representación de los personajes. Por el contrario, a Scott Mendelson de Forbes no le gustaba el concepto de que algunos de los Vengadores (Tony Stark y Bruce Banner) estaban detrás de la creación del antagonista de la película (Ultron).
La representación de los Vengadores divididos en una Guerra Civil como se muestra en Capitán América: Civil War fue elogiada por críticos como Peter Bradshaw de The Guardian y Richard Roeper del Chicago Sun-Times. Sin embargo, Nicholas Barber de la BBC fue más crítico con la descripción y opinó que su lealtad no tenía sentido. Además, Stephen Whitty del New York Daily News criticó la expansión de muchos héroes que toman partido y sintió que la película era más una película de los Vengadores "sobrecargada" que una Película de Capitán América, como se menciona en el título.  En 2018, cuando se estrenó Avengers: Infinity War, el director de cine James Cameron comenzó un nuevo término llamado "fatiga de los Vengadores" que circuló en línea. Cameron le dijo a IndieWire que, a pesar de ser fanático de las películas, temía que hubieran dominado el género cinematográfico y que esperaba que la gente se cansara de eso para poder contar otras historias.  Esto dio lugar a algunas críticas y reacciones negativas en línea con respecto a Cameron.  La cuarta película de los Vengadores, Avengers: Endgame, fue elogiado como una conclusión adecuada para el equipo de superhéroes.